# Maria Solheim
Maria Solheim, née le 19 janvier 1982, est une chanteuse et auteur-compositeur norvégienne.

## Biographie
Elle a signé son premier contrat de disque avec le label Kirkelig Kulturverksted en 1999 à l'âge de 17 ans, et son premier album est sorti deux ans plus tard. Elle fait souvent des tournées en Norvège et en Allemagne. Sa musique a été présentée dans l'émission Grateful Sound : Mongolian Chop Squad.
En 2009, elle avait atteint la position no 1 dans les hits aux côtés de Hans Erik Dyvik Husby dans le classement des singles norvégiens, avec Rom for alle (Une place pour tous, en norvégien). La chanson est restée no 1 pendant 3 semaines.

## Discographie

### Albums
- Will There Be Spring (2006)
- Frail (2004)
- Behind Closed Doors (2002)
- Barefoot (2001)

### Singles
- Rom for alle (un duo avec Hans Erik Dyvik Husby) (2009)